# Efraín Mendoza Cruz
Efraín Mendoza Cruz (Tlalnepantla, 24 de noviembre de 1959) es un eclesiástico católico mexicano, actual obispo de Cuautitlán. Fue obispo auxiliar de Tlalnepantla, de 2011 a 2022.

## Biografía
Efraín nació el 24 de noviembre de 1959, en la ciudad mexicana de Tlalnepantla. Hijo de Melitón Mendoza Hernández y Teresa Cruz Moreno, siendo el tercero de diez hijos.
Realizó su formación primaria en la Escuela Primaria 20 de Noviembre (1965-1971), la secundaria en el Seminario Menor de Tlalnepantla (191-1973), y la preparatoria en el Instituto Zaragoza (1974-1978), en Atizapán de Zaragoza. 
Realizó el Curso Introductorio en el Seminario de Tlalnepantla.(1979-1980). Estudió Filosofía en el Seminario Conciliar de Toluca (1980-1981), y en el Seminario de Guadalajara (1981-1983).  
Estudió Teología en el Seminario Interdiocesano Guadalupano (1983-1988). Obtuvo un diplomado en Pastoral Social en el IMDOSOC y en Catequesis en el ITEPAL. 

### Sacerdocio
El obispo Manuel Pérez-Gil le confirió los ministerios de lector y acólito.
Fue ordenado diácono el 12 de octubre de 1987, a manos del entonces obispo Manuel Pérez-Gil. Su ordenación sacerdotal fue el 18 de octubre de 1988, en el Santuario Diocesano San Felipe de Jesús, a manos del mismo obispo.
Como sacerdote desempeñó los siguientes ministerios:
- Prefecto de disciplina en el Seminario Menor (1988-1991).[3]
- Asesor de los alumnos de 2.º año de filosofía en el Seminario Interdiocesano Guadalupano (1991-1992).
- Párroco y Decano de la Comunidad de San Isidro Labrador en Ignacio Allende, Huixquilucan (1992-1997).
- Párroco de la Comunidad de María Auxiliadora, en Atizapán de Zaragoza (1997-2005).
- Coordinador diocesano y regional de la Pastoral Profética (1997-2009).
- Párroco de la Comunidad del Señor del Perdón y vicario episcopal de la III Zona Pastoral en Ahuizotla, Naucalpan (2005-2010).

- Rector del Seminario Mayor de Tlalnepantla (2010-2011).[2]

### Episcopado
El 4 de junio de 2011, el papa Benedicto XVI lo nombró obispo auxiliar de Tlalnepantla. Fue consagrado el 27 de julio del mismo año, por el entonces arzobispo Carlos Aguiar Retes.
- Suplente del Consejo Permanente por la Provincia de Tlalnepantla (2018-2024).

El 9 de noviembre de 2022, el papa Francisco lo nombró obispo de Cuautitlán. Tomó posesión canónica el 17 de enero del 2023.